# Tóbiás Veronika
Tóbiás Veronika (Esztergom, 1967. június 21. – 2020. december 27.) Európa-bajnok magyar súlyemelő, súlylökő.

## Pályafutása
Tóbiás László és Folmeg Erzsébet gyermekeként született. 1978 és 1987 között a Tatabányai Bányász atlétája és súlyemelője volt. 1987-ben a Szekszárdi Húsipari SE, 1987 és 1990 között az Oroszlányi Bányász, 1990-től a Diósgyőri VTK súlyemelőjeként versenyzett. Edzői Söjtör József (1979–87), Kovács Vilmos (1987), Bethlen Ferenc, Benedek János (1987–90), Juhász István (1990–95) voltak. 1988 és 1995 között tagja volt a válogatott keretnek. A világbajnokságokon négy bronzérmet szerzett. Az Európa-bajnokságokon két arany-, öt ezüst- és hat bronzérmet nyert. 

## Sikerei, díjai
- Világbajnokság – 82,5 kg
  - bronzérmes (4): 1988 (összetett, szakítás, lökés), 1992 (szakítás)
- Európa-bajnokság – 82,5 / 83+ kg
  - aranyérmes (2): 1991 (lökés), 1995 (szakítás)
  - ezüstérmes (5): 1989 (szakítás), 1990 (szakítás), 1991 (összetett), 1995 (összetett, lökés)
  - bronzérmes (6): 1988 (összetett, szakítás, lökés), 1990 (összetett, lökés), 1991 (szakítás)
- Magyar bajnokság
  - bajnok (5): 1988, 1989 (nehézsúly), 1991, 1992 (kisnehézsúly), 1993 (nehézsúly)